# Comité Olímpico Nacional de Costa de Marfil
El Comité Olímpico Nacional de Costa de Marfil es el Comité Nacional Olímpico de Costa de Marfil, fundado en 1962 y reconocido por el COI desde 1963.